# Gomezmenoraspis pinicola
Gomezmenoraspis pinicola är en insektsart som först beskrevs av Leonardi 1906.  Gomezmenoraspis pinicola ingår i släktet Gomezmenoraspis och familjen pansarsköldlöss. Inga underarter finns listade i Catalogue of Life.